# Chrysis blanchardi blanchardi
Chrysis blanchardi blanchardi é uma subespécie de insetos himenópteros, mais especificamente de vespas pertencente à família Chrysididae.
A autoridade científica da subespécie é Lucas, tendo sido descrita no ano de 1849.
Trata-se de uma subespécie presente no território português.